# Memphis Sounds
I Memphis Sounds furono una franchigia di pallacanestro della American Basketball Association, attiva, sotto diverse nomi e in diverse città, tra il 1967 e il 1976.

## New Orleans Buccaneers
La franchigia venne creata nel 1967 a New Orleans, assumendo il nome di New Orleans Buccaneers. La squadra fu subito molto competitiva nella prima stagione ABA: Larry Brown, Doug Moe, Jimmy Jones e Red Robbins erano i migliori giocatori e la stagione regolare si concluse con la vittoria della ABA Western Division (Regular Season); nei playoff eliminarono i Denver Rockets per 3 gare a 2, i Dallas Chaparrals di Cliff Hagan per 4 gare a 1, approdando alle prime Finals ABA; ma nonostante ottime prestazioni conclusero la serie con la sconfitta in finale contro i Pittsburgh Pipers di Connie Hawkins in gara 7.
Nonostante la partenza di Larry Brown e Doug Moe, che vennero scambiati per Steve Jones e Ron Franz con gli Oakland Oaks, la stagione successiva fu molto positiva per i Buccaneers, guidati ancora dall'allenatore Babe McCarthy, chiudendo con il secondo migliore record della Regular Season ABA (46-32); nei playoff al primo turno sconfissero nuovamente Dallas in 7 partite, per poi perdere proprio con gli Oaks, anche se privi dell'infortunato Rick Barry, nelle Finali di Division; la squadra californiana andrà poi a vincere il titolo in quella stagione.
Nella stagione 1969-1970 la squadra concluse la Regular Season con un record di (42-42) che non gli permise per la prima volta di entrare nella postseason.

## Memphis Pros
Nonostante l'idea dei proprietari fosse quella di rinominare la squadra Louisiana Buccaneers e farla diventare la stagione successiva una franchigia regionale che giocasse le partite di casa in diverse località della Louisiana: New Orleans, Baton Rouge, Shreveport, Lafayette, e Monroe, a causa del peggioramento della situazione finanziaria della società fu deciso di vendere la squadra ad un nuovo proprietario.
La franchigia venne acquistata il 21 agosto 1970 e trasferita a Memphis, venendo rinominata Memphis Pros.Vi furono subito enormi problemi logistici e di ambientamento.
La squadra tornò a giocare i playoff venendo però subito eliminata dagli Indiana Pacers per 4 gare a 0.
La stagione successiva fu molto negativa con un record di (26-58), al termine della quale si decise di cambiare l'allenatore Babe McCarthy dopo 5 anni.

## Memphis Tams
Il 13 giugno 1972 Charlie Finley, già proprietario degli Oakland A's e dei California Golden Seals, acquistò la franchigia ripianando i debiti, ingaggiando a luglio il nuovo allenatore Bob Bass e acquistando diversi giocatori tra cui George Thompson; inoltre la squadra venne spostata dalla ABA Western Division alla ABA Eastern Division, ma da un punto di vista sportivo i risultati non migliorarono arrivando ultimi nel 1972-1973 anche a causa dei continui cambi di giocatori in entrata e uscita nel roster.
L'anno successivo dopo le trattative non andate a buon fine di vendere la squadra a un gruppo di investitori del Rhodes Island, e le dimissioni di Bass, venne assunto Butch van Breda Kolff a pochi giorni dall'inizio della preseason nel doppio ruolo di general manager e allenatore.
Fra le scelte discutibili venne scambiato con i Nets il giocatore appena draftato Larry Kenon, e di nuovo la squadra fece registrare il peggior record della lega con (21-63).

## Memphis Sounds
Il 17 luglio 1974 la squadra, pur rimanendo a Memphis, dopo che il commissioner ABA Mike Storen si dimise e prese il controllo della franchigia, venne rinominata Memphis Sounds cambiando il logo e i colori che diventarono rosso e bianco.
Storen prese come co-proprietari personaggi famosi del luogo come Isaac Hayes e Kemmons Wilson, mandò via tutti i giocatori delle stagioni precedenti tranne Larry Finch prendendo tanti giocatori veterani tra questi: Mel Daniels, Freddie Lewis e Roger Brown (giocatori che aveva scelto anni prima quando era il general manager ai Pacers) Chuck Williams, George Carter, Rick Mount e Julius Keye, oltre all'allenatore Joe Mullaney.
Nonostante i tanti infortuni e trasferimenti, la squadra fece registrare un record leggermente migliore (27-57) e la squadra si qualificò per i playoff dove venne subito sconfitta per 4 gare a 1 dai futuri campioni dei Kentucky Colonels.

## Baltimore Claws
Il 27 agosto 1975, la franchigia venne trasferita a Baltimora, assumendo dapprima la denominazione di Baltimore Hustlers, e di lì a breve di Baltimore Claws, ma già il 20 ottobre dello stesso anno, per problemi finanziari, la formazione venne sciolta.

## Record stagione per stagione
| Campione ABA | Campione di Division (Playoffs) | Campione di Division (Regular Season) |

| Stagione               | V   | P   | %    | Play-off                                                               | Risultati                                                                   |
| ---------------------- | --- | --- | ---- | ---------------------------------------------------------------------- | --------------------------------------------------------------------------- |
| New Orleans Buccaneers |     |     |      |                                                                        |                                                                             |
| 1967-68                | 48  | 30  | 61,5 | Vincono Semifinali Division Vincono Finali Division Perdono Finali ABA | New Orleans 3, Denver 2 New Orleans 4, Dallas 1 Pittsburgh 4, New Orleans 3 |
| 1968-69                | 46  | 32  | 59,0 | Vincono Semifinali Division Perdono Finali Division                    | New Orleans 4, Dallas 3 Oakland 4, New Orleans 0                            |
| 1969-70                | 42  | 42  | 50,0 | -                                                                      | -                                                                           |
| Memphis Pros           |     |     |      |                                                                        |                                                                             |
| 1970-71                | 41  | 43  | 48,8 | Perdono Semifinali Division                                            | Indiana 4, Memphis 0                                                        |
| 1971-72                | 26  | 58  | 31,0 | -                                                                      | -                                                                           |
| Memphis Tams           |     |     |      |                                                                        |                                                                             |
| 1972-73                | 24  | 60  | 28,6 | -                                                                      | -                                                                           |
| 1973-74                | 21  | 63  | 25,0 | -                                                                      | -                                                                           |
| Memphis Sounds         |     |     |      |                                                                        |                                                                             |
| 1974-75                | 27  | 57  | 32,1 | Perdono Semifinali Division                                            | Kentucky 4, Memphis 1                                                       |
| Totale ABA             | 275 | 385 | 41,7 |                                                                        |                                                                             |
| Playoff ABA            | 15  | 22  | 40,5 |                                                                        |                                                                             |

## Membri della Basketball Hall of Fame
| Membri di New Orleans/Memphis nella Basketball Hall of Fame | Membri di New Orleans/Memphis nella Basketball Hall of Fame | Membri di New Orleans/Memphis nella Basketball Hall of Fame | Membri di New Orleans/Memphis nella Basketball Hall of Fame | Membri di New Orleans/Memphis nella Basketball Hall of Fame |
| Giocatori                                                   | Giocatori                                                   | Giocatori                                                   | Giocatori                                                   | Giocatori                                                   |
| Num.                                                        | Nome                                                        | Ruolo                                                       | Stagione/i                                                  | Introdotto                                                  |
| ----------------------------------------------------------- | ----------------------------------------------------------- | ----------------------------------------------------------- | ----------------------------------------------------------- | ----------------------------------------------------------- |
| 9                                                           | Mel Daniels                                                 | C                                                           | 1974–1975                                                   | 2012                                                        |
| 19                                                          | Roger Brown                                                 | AP                                                          | 1975                                                        | 2013                                                        |
| Allenatori                                                  |                                                             |                                                             |                                                             |                                                             |
| Nome                                                        | Nome                                                        | Ruolo                                                       | Stagione/i                                                  | Introdotto                                                  |
| 11                                                          | Larry Brown                                                 | PG                                                          | 1967–1968                                                   | 2002                                                        |

## Allenatori
| Legenda | Legenda                                                                      |
| ------- | ---------------------------------------------------------------------------- |
| PA      | Partite allenate                                                             |
| V       | Vittorie                                                                     |
| S       | Sconfitte                                                                    |
| V%      | Percentuale di vittorie                                                      |
|         | Ha trascorso l'intera sua carriera da allenatore ABA con New Orleans/Memphis |
|         | Eletto nella Basketball Hall of Fame                                         |

| New Orleans Buccaneers |                       |           |     |     |     |      |    |    |    |      |  |       |
| 1                      | Babe McCarthy         | 1967-1970 | 240 | 136 | 104 | .567 | 28 | 14 | 14 | .500 |  | [ 1 ] |
| Memphis Pros           |                       |           |     |     |     |      |    |    |    |      |  |       |
| -                      | Babe McCarthy         | 1970–1972 | 168 | 67  | 101 | .399 | 4  | 0  | 4  | .000 |  | [ 1 ] |
| Memphis Tams           |                       |           |     |     |     |      |    |    |    |      |  |       |
| 2                      | Bob Bass              | 1972-1973 | 84  | 24  | 60  | .286 | —  | —  | —  | —    |  | [ 2 ] |
| 3                      | Butch van Breda Kolff | 1973-1974 | 84  | 21  | 63  | .250 | —  | —  | —  | —    |  | [ 3 ] |
| Memphis Sounds         |                       |           |     |     |     |      |    |    |    |      |  |       |
| 4                      | Joe Mullaney          | 1974–1975 | 84  | 27  | 57  | .321 | 5  | 1  | 4  | .200 |  | [ 4 ] |

## Leader di franchigia
Le statistiche prendono in considerazione le partite di regular season ABA.
1. Jimmy Jones: 6.526
2. Steve Jones: 5.193
3. Wil Jones: 4.116
4. Red Robbins: 3.695
5. Johnny Neumann: 3.661

1. Jimmy Jones: 21,4
2. Steve Jones: 21,2
3. George Thompson: 20,4
4. Johnny Neumann: 18,4
5. Red Robbins: 16,0

1. Gerald Govan: 406
2. Lee Davis: 371
3. Wil Jones: 325
4. Jimmy Jones: 305
5. Steve Jones: 245

1. George Thompson: 117
2. Chuck Williams: 115
3. Wil Jones: 105
4. Collis Jones: 105
5. George Carter: 92

1. Gerald Govan: 4.834
2. Red Robbins: 3.250
3. Wil Jones: 2.825
4. Randy Denton: 2.077
5. Lee Davis: 1.698

1. Mel Daniels: 102
2. Wil Jones: 82
3. Tom Owens: 79
4. Charles Edge: 70
5. Lee Davis: 40

1. Jimmy Jones: 1.424
2. Gerald Govan: 1.385
3. George Thompson: 799
4. Johnny Neumann: 795
5. Wil Jones: 628

1. Mike Butler: 137
2. Steve Jones: 107
3. Charlie Williams: 67
4. George Lehmann: 66
5. Billy Shepherd: 60

## Palmarès
Titoli ABA Division (Playoffs): 1
New Orleans Buccaneers: 1968
Titoli ABA Division (Regular Season): 1
New Orleans Buccaneers: 1967-1968

## Riconoscimenti individuali
ABA All-Rookie Team
- Jimmy Jones - 1968
- Wendell Ladner - 1971
- Johnny Neumann - 1972

ABA All-Star Game Most Valuable Player Award
- Larry Brown - 1968

ABA All-Time Team
- Roger Brown
- Darel Carrier
- Mel Daniels
- Jimmy Jones
- Freddie Lewis
- Doug Moe

All-ABA First Team
- Doug Moe - 1968
- Jimmy Jones - 1969

All-ABA Second Team
- Red Robbins - 1969, 1970
- Larry Brown - 1968

ABA All-Star Game head coaches
- Babe McCarthy – 1968, 1970

ABA All-Star Game
- Jimmy Jones - 1968, 1969, 1970, 1971
- Red Robbins - 1968, 1969, 1970
- Steve Jones - 1970, 1971
- Wendell Ladner - 1971, 1972
- Doug Moe - 1968
- Larry Brown - 1968
- Gerald Govan - 1970
- Lee Davis - 1970
- Wil Jones - 1972